# Райнгард Зайлер
Райнгард Зайлер (нім. Reinhard Seiler; 30 серпня 1909, Равич — 6 березня 1989, Графенгегайг) — німецький льотчик-ас, майор люфтваффе (1 березня 1943). Кавалер Лицарського хреста Залізного хреста з дубовим листям.

## Біографія
В 1935 році вступив у люфтваффе. У складі легіону Кондор брав участь в Громадянській війні в Іспанії. У липні — вересні 1939 року — командир 2-ї ескадрильї 70-ї винищувальної ескадри. З вересня 1939 року літав у складі 54-ї винищувальної ескадри, з 15 грудня — командир 1-ї ескадрильї. Учасник Польської і Французької кампаній, а також боїв на радянсько-німецькому фронті. З 1 жовтня 1941 року — командир 3-ї групи 54-ї винищувальної ескадри. Здобув 16 перемог у нічних боях у районі Волхова. З 15 квітня 1943 року — командир 1-ї групи 54-ї винищувальної ескадри. 6 липня 1943 року в районі Орла здобув 100-ту перемогу, у тому ж бою його літак був підбитий. Зайлер зазнав 3 важких поранень, але зміг катапультуватись. З 8 серпня 1944 року — командир 104-ї навчальної ескадри, але більше участі в бойових операціях не брав.
Загалом за час бойових дій здійснив понад 480 бойових вильотів і збив 118 ворожих літаків, з них 9 — в Іспанії, решта — на радянсько-німецькому фронті.

## Нагороди
- Нагрудний знак пілота
- Медаль «За вислугу років у Вермахті» 4-го класу (4 роки)
- Іспанський хрест в золоті з мечами та діамантами (6 червня 1939)
- Залізний хрест
  - 2-го класу (20 січня 1940)
  - 1-го класу (30 липня 1940)
- Почесний Кубок Люфтваффе (20 серпня 1941)
- Німецький хрест в золоті (15 жовтня 1941)
- Лицарський хрест Залізного хреста з дубовим листям
  - Лицарський хрест (20 грудня 1941) — за 42 перемоги.
  - Дубове листя (№ 419; 2 або 4 березня 1944) — за 100 перемог.
- Відзначений у Вермахтберіхт (19 червня 1942)
- Авіаційна планка винищувача в золоті з підвіскою «400»